# Cemitério judaico de Tarnobrzeg
O Cemitério judaico de Tarnobrzeg é um cemitério judaico localizado na Polônia, fundado em 1930, na Segunda República Polonesa. Está localizado próximo às estradas Sienkiewicza e Dąbrowskiej.
A próspera e tradicional comunidade judaica de Tarnobrzeg, estabelecida no século XVII, foi erradicada durante o holocausto na Polônia ocupada durante a Segunda Guerra Mundial.

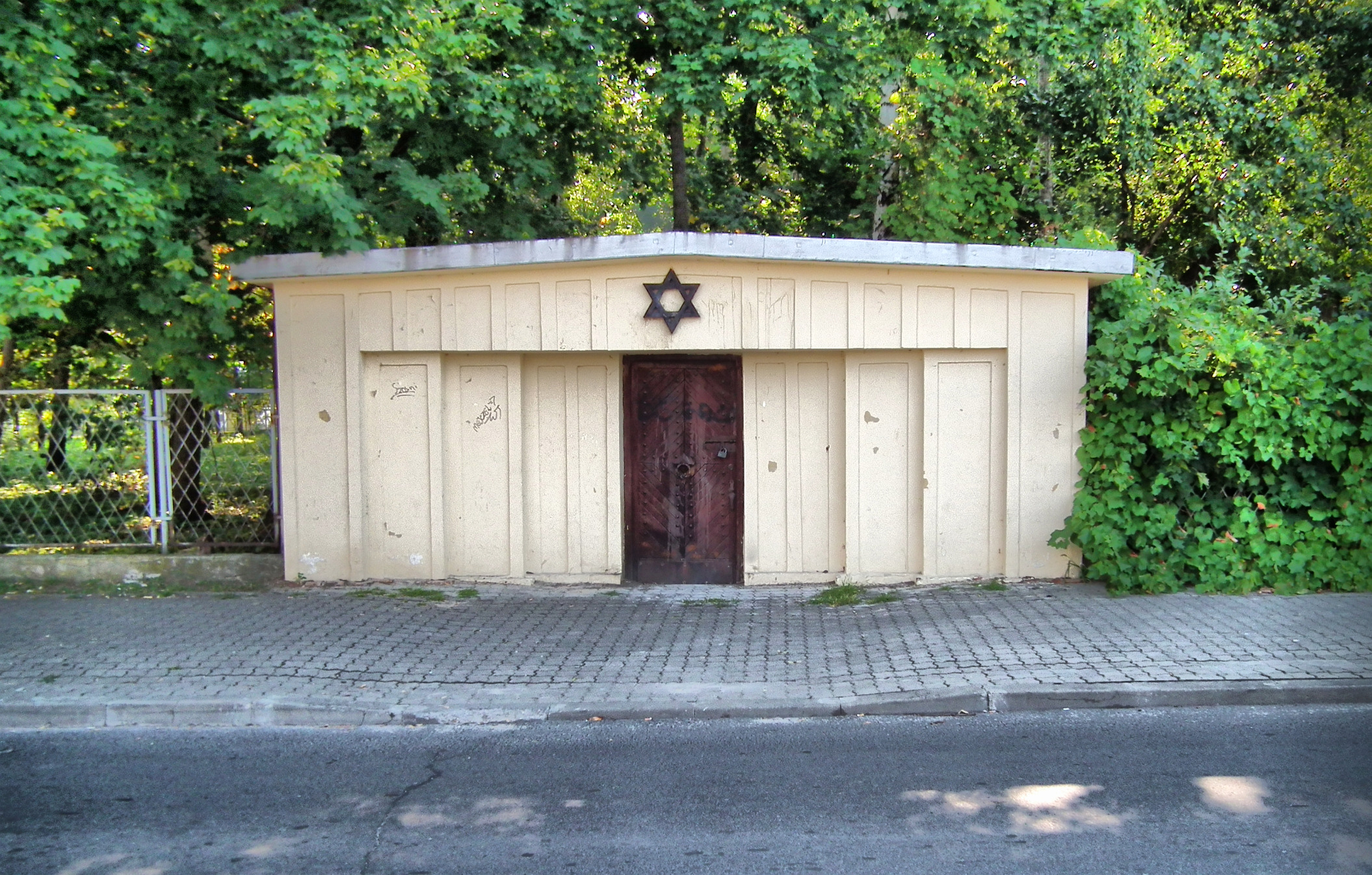
Sepultura (ohel, אוהל‎) no cemitério judaico de Tarnobrzeg